# Planetair agent X
Planetair agent X (Engelse titel: Planetary Agent X) is een sciencefictionroman uit 1975 van de Amerikaanse schrijver Mack Reynolds, het eerste boek uit de United Planets-serie. 

## Synopsis
Rex Morris behoorde tot de meesterklasse van personen die de hele wereld konden regeren door middel van hun hersenen, macht of geweld, afhankelijk van hetgeen nodig was. Hij zou perfect hebben gefunctioneerd in de starre totalitaire samenleving van de toekomst waar elke gedachte, woord en actie werden gecontroleerd door de superstaat en waar iedereen dag en nacht werd geobserveerd door het "Grote Oog" van de binnenlandse veiligheidsdienst. Het was een vreemde wereld maar de beloningen waren groot voor de mensen die tot de juiste kaste behoorden. Morris had alle kwalificaties maar hij hoorde er niet bij. Non-conformiteit kon liquidatie betekenen, maar hij was bereid het risico te nemen.